# Казаллу

Древнее Междуречье

Казаллу — город и ном (в некоторые периоды самостоятельное город-государство) в Месопотамии в XXV—XII веках до н. э. Точное местоположение города не известно, современные исследователи знают только, что он находился на одном из восточных каналов реки Евфрат (северо-запад от Ура и юго-восток от Вавилона).

## География
Город Казаллу находился на юге Месопотамии (территория современного Ирака) в области Шумер, точнее в северной части Шумера называемой Аккад. Точное местонахождение города до сих пор не найдено, известно только, что он находился на одном из восточных каналов реки Евфрат — Ме-Энлила (северо-запад от Ура и юго-восток от Вавилона). Город Казаллу (совместно с Вавилоном) отделялся от южного Шумера так называемой «гипсовой» пустыней. Города, предположительно входящие в различные периоды в царство Казаллу или союзные с ним: Гиркаль, Дильбат, Барзи, Актапе, упоминается также имя союзного аморейского племени — мутиябаль.

## История

### Возникновение (XXV—XXIV века до н. э.)
- ок. 2500—2315 гг. до н. э. — III этап Раннединастического периода истории Шумера, расширялась ирригационная сеть от реки Евфрат на юго-запад и юго-восток. На юго-восточном направлении были прорыты каналы Арахту, Апкаллату и Ме-Энлила, часть которых достигала полосы западных болот, а часть полностью отдавала свои воды орошению. На одном из этих каналов сформировался новый город-государство (ном) — Казаллу.

### В составеАккада(XXIII век до н. э.)
- Восстание Каштамбила: энси Казаллу Каштамбила поднял мятеж против Саргона Древнего (Шурру-кин) (царь Аккаде, Аккада и Шумера; правил ок. 2316—2261 гг. до н. э.), но восстание было подавлено и город разрушен.
- Восстание Каку (другое прочтение — Энимкуг): правитель Ура Каку и ряд примкнувших к нему городов (в том числе и Казаллу) поднял восстание против владычества Аккада. Римуш (царь Аккаде, Аккада и Шумера; правил ок. 2261—2252 гг. до н. э.) подавил восставший юг страны, а на обратном пути домой в Аккаде, разорил Казаллу и взял в плен его энси — семита Ашареда. Число убитых составило 12 650 человек, а пленных 5 864 — едва ли не всё взрослое население Казаллу.
- Восстание Ипхур-Киша[окс.]: Казаллу присоединился к восставшему Кишу (наряду с Кута, Дильбат, Сиппар, Гиритаб[кат.], Апиак[кат.], Лагаба (Lagaba) и Эреш (Eresh)[3][4][5]), но Нарам-Син (царь Аккаде, Аккада и Шумера; правил ок. 2237—2200 гг. до н. э.) решительными действиями разгромил восставших[6][7].

### XXI век до н. э.
- Город Казаллу упоминается отрывочно в «Законах Шульги»[8] в виде перечисления, с городами Умма и Марад.[9]
- Из «Писем Ибби-Суэна» известна переписка правителей различных городов Месопотамии, в которых отражена распря, произошедшая между последним правителем III-ей династии Ура Ибби-Суэном (царь в Уре, Шумере и Аккаде; правил ок. 2028—2003 гг. до н. э.) и его чиновником Ишби-Эррой (ставшим основателем и первым царём государства Исин; правил ок. 2017—1985 гг. до н. э.), в результате которой город Казаллу из подчинения царям Ура переходит в подчинение царям Исина [10][11]. Упоминания Казаллу в «Письмах Ибби-Сина»:

1. Чиновник Ишби-Эрра был послан царём Ибби-Суэном в западные районы Месопотамии с поручением закупить зерно у общинников для государственного хозяйства, так как в Уре в это время из-за нашествия аморейских племен был голод (среди посещаемых чиновником городов упоминается Казаллу) [11].
2. Пузур-Нимушда, энси Казаллу, подчинявшийся Ибби-Суэну, совместно с энси Гиркаля Кирбуба, были посланы во главе войска сражаться с Ишби-Эррой, но перешли на его сторону [11].

### XIX—XVIII века до н. э.
- Война Казаллу с Ларсой: военный конфликт с Суму-Элем (царь Ларсы, Шумера и Аккада; правил ок. 1895—1866 гг. до н. э.), окончившийся неудачей для Казаллу.
- Война Казаллу с Вавилоном: военный конфликт c вавилонский царём Суму-абумом (правил ок. 1895—1881 гг. до н. э.), окончившийся разрушением города Казаллу около 1883 г. до н. э.
- Война Казаллу (царь Алумбиуму)[12] с Вавилоном. Известные этапы военных действий:

1. ок. 1879/78 г. до н. э. — правитель Казаллу Алумбиуму терпит поражение от вавилонского царя Суму-ла-Эля (правил ок. 1881—1845 гг. до н. э.), но затем одерживает победу, и захватывает принадлежащий Вавилону город Дильбат.
2. ок. 1875 г. до н. э. — царство Казаллу теряет Дильбат, и он опять переходит под контроль вавилонского царя Суму-ла-Эля.
3. ок. 1873—1870 гг. до н. э. — правителю Алумбиуму вновь удалось захватить город Дильбат.
4. ок. 1870 гг. до н. э. — царство Казаллу снова теряет Дильбат, на этот раз город окончательно присоединён к Вавилонскому царству Суму-ла-Эля.

- Война Казаллу (царь Яхцир-Эль) с Вавилоном: около 1864—1857 гг. до н. э. произошла новая война с вавилонским правителем Суму-ла-Элем. Итогом стало поражение и изгнание правителя Казаллу Яхцир-Эля, а Суму-ла-Эль временно захватил Казаллу и Барзи: «… Городская стена Казаллу была разрушена, а его армия была поражена оружием…» [источник не указан 5449 дней]
- Война Казаллу с Ларсой и амореями. Известные этапы военных действий:

1. Казаллу временно захвачен Син-икишамом (царь Ларсы; правил ок. 1841—1836 гг. до н. э.)
2. Правитель города Казаллу Мутибал и союзное с ним племя мутиябаль захватили город-государство Ларсу, являвшуюся царством Цилли-Ададу (правил ок. 1836—1834 гг. до н. э.)
3. 1834 г. до н. э. — царь аморейского племени ямутбала[13] Кудурмабуг в союзе с вавилонским царем Сабиумом (правил ок. 1845—1831 гг. до н. э.) пришёл на помощь царю Ларсы и разбил войско Казаллу, посадив на трон Ларсы своего сына Варад-Сина (правил ок. 1834—1823 гг. до н. э.), а позже другого своего сына Рим-Сина (правил ок. 1823—1763 гг. до н. э.). Казаллу в результате этого конфликта был захвачен и подвергся разрушениям.

- Участие Казаллу в войнах Исина. Известные этапы военных действий:

1. 1826 г. до н. э. — царь Исина Син-магир (правил ок. 1828—1817 гг. до н. э.) во время войны с Кудурмабугом потерял Ниппур, но, возможно, он овладел номом Казаллу. Известно, что он вёл строительство в Актапе[14].
2. В войне Син-магира с городом Малгиумом Казаллу, вероятно, выступал в подчинении у Исина.
3. 1794—1793 гг. до н. э. — Рим-Син (царь Ларсы, Шумера и Аккада; правил ок. 1823—1763 гг. до н. э.) захватывает Исин, и возможно земли Казаллу.

### Упадок (XIV—XII вв. до н. э.)
- В так называемый «касситский период» Казаллу утрачивает своё значение хозяйственного и культурного центра в связи с перестройкой оросительной системы и перемещением важнейших каналов (наряду с Казаллу значение утратили такими города как Лагаш, Умма, Шуруппак, Адаб, Марад и другие).

## Религия
В шумеро-аккадском пантеоне богом-покровителем города был Нимушда, сын Нанны и его супруги Нингаль. Известен шумерский миф старовавилонского периода о женитьбе Марту — бога громовержца и варвара, на дочери Нумушды. В одном из вариантов мифа упоминается пир богов в городе Казаллу.

## Правители
Имена известных энси (правителей) Казаллу, как самостоятельных, так и зависимых:
- Каштамбила (XXIII век до н. э.)
- Ашаред (XXIII век до н. э.)
- Пузур-Нимушда (кон. XXI века до н. э.)
- Алумбиуму (ha-la-am-bu-u2; XIX век до н. э.)
- Яхцур-Эль (XIX век до н. э.)
- Мутибал (кон. XIX века до н. э.)